# Удар! Ещё удар!
«Удар! Ещё удар!» — художественный фильм режиссёра Виктора Садовского, снятый на киностудии «Ленфильм». Премьера состоялась 24 июня 1968 года.
Специально для съёмок фильма 10 июня 1967 года на стадионе имени Кирова был организован товарищеский матч «Зенит» Ленинград — «Динамо» Москва. Для кадров с полным стадионом во время некоторых домашних матчей чемпионата страны игроки «Зенита» носили форму клуба «Заря», а соперники — клуба «Рифы».

## Сюжет
Известный футболист, участник легендарного матча в блокадном Ленинграде, Андрей Таманцев назначен главным тренером команды «Заря». Под его руководством клуб успешно дошёл до финала Кубка Северных морей. На главный матч сезона в Ленинград прилетела команда «Рифы» из Норгафена.
Среди руководства спортивного общества есть недоброжелатели нового тренера и для него очень важна победа в решающем поединке. Не желая быть заподозренным в личных пристрастиях, принципиальный Таманцев снял накануне игры ведущего игрока клуба — своего приёмного сына Сергея, ночевавшего вне стен базы.
По ходу игры ситуация неоднократно менялась. Незадолго до финального свистка получил травму центральный нападающий «Зари» и проигрывающей команде предстояло заканчивать матч в меньшинстве. Таманцев, после длительного раздумья, выпускает на поле рвущегося в бой Сергея и тот забивает гол, добившись столь необходимого для «Зари» ничейного результата.

## В ролях
- Виктор Коршунов — Таманцев Андрей Павлович, тренер ленинградской футбольной команды «Заря»
- Герберт Дмитриев — Герберт, ассистент тренера команды «Рифы»
- Валентин Смирнитский — Сергей Таманцев, футболист «Зари»
- Галина Яцкина — Женя Струмилина, подруга Сергея
- Борис Быстров — Толя Стародуб, молодой футболист «Зари»
- Владимир Кенигсон — Макар Васильевич Хомутаев, председатель общества «Заря»
- Николай Засеев-Руденко — Владимир Крутилин, капитан «Зари»
- Владимир Трещалов — Костя Мальков, отчисленный футболист «Зари»
- Александр Граве — Кеша Федорин, ослепший фронтовой друг Таманцева
- Гликерия Богданова-Чеснокова — бабушка Толи Стародуба
- Юрий Дедович — Александр Стогов
- Алексей Кожевников — Мотя, однокурсник Сергея Таманцева
- Борис Коковкин — Комаров
- Юрий Толубеев — профессор Вахрамов
- Юрий Волков — Бергер, тренер «Рифов»
- Александр Анисимов — Карл Рамке, футболист «Рифов»
- Анатолий Абрамов — Иван Харитоныч, судья военного матча
- Александр Соколов — пожилой болельщик «Зари»

В эпизодах
- Алексей Смирнов — шофёр такси, страстный болельщик футбольного клуба «Заря»
- Анатолий Столбов — корреспондент
- Павел Романов — футбольный болельщик в блокадном Ленинграде
- Станислав Завидонов — футболист
- Юрий Морозов — футболист
- Леонид Макарьев
- Лев Жуков — Зараев
- Павел Рудаков — болельщик
- Герман Хованов — болельщик

## Съёмочная группа
- Авторы сценария — Лев Кассиль и Виктор Садовский; при участии Владимира Кунина
- Постановка — Виктора Садовского
- Главные операторы — Ростислав Давыдов, Александр Дибривный
- Главный художник — Борис Бурмистров
- Режиссёр — Марк Генин
- Оператор — Л. Александров
- Композитор — Владлен Чистяков
- Текст песен — Льва Куклина

## Награды
Виктор Коршунов был удостоен за роль в фильме серебряной медали и диплома журнала «Советский экран», а сценарист Лев Кассиль — Хрустального кубка и диплома Союза кинематографистов Грузии на Всесоюзном кинофестивале спортивных фильмов 1968 года в Тбилиси.